# Haementeria ghilianii
Haementeria ghilianii — вид п'явок роду Haementeria родини Пласкі п'явки ряду Хоботні п'явки (Arhynchobdellida). Інші назви «велетенська амазонська п'явка», «п'явка Гіліані» (на честь італійського ентомолога Вітторіо Гіліані), «амазонська клепсіна». Є найбільшою п'явкою у світі. Вважалася вимерлим видом з 1893 року. У 1970-х роках була заново відкрита в ставку у Французькій Гвіані Роєм Сойером.

## Опис
Загальна довжина досягає 45,7 см (зазвичай — 30 см), завширшки 10 см. У них 1 пара очей. Хоботок становить до 15,2 см. Має широке, ланцетоподібне, сплощене тіло, велику передню і малопомітну задню присоску. На передній присосці є досить великий ротовий отвір. Її горлянка висувається назовні.
Забарвлення дорослих особин зелено-коричневе. У молодих особин є переривчаста поздовжня смуга з кольорових плям і рядки плям на кожному третьому вторинному сегменті.

## Спосіб життя
Зустрічається в прибережних водоймах. Ховається під камінням або серед опалого листя, де проводить переважний час. Разом з тим добре плаває. Є тимчасовим кровосисним ектопаразитом. Живиться кров'ю ссавців шляхом введення в шкіру хазяїна хобітка, висмоктуючи кров з досить великих судин. Молодь полює на амфібії, дорослі особини — на кайманів, анаконд, капібар та свійську худобу. Декілька п'явок здатні вбити корову. Можуть нападати на людину.
Близько 15 мл крові всмоктується через хоботок зі швидкістю приблизно 0,14 мл/хв. При цьому в хоботку є білок гементін для запобігання утворення фібрину. Процес перетравлення крові в кишківнику здійснюється досить повільно. Тому після насичення за один раз п'явка тривалий час може обходитися без їжі.
Є гермафродитом. В обох особин виділяється сім'яний і на паску (клітелумі)) — особливої частини покриву — з'являється слизовий кокон, який містить білок альбумін. Потім п'явки прикріплюють одна до одної сперматофори. В ході скидання з тіла в кокон з жіночого статевого отвору надходять запліднені яйцеклітини. Потім він замикається і в коконі починають розвиватися ембріони. Піклується про потомство: кокон з яйцями п'явка прикріплює до черевної сторони тіла і носить на собі до вилуплення потомства. Молоді п'явки на тілі матері доставляються до хазяїна самиці, де вперше смокчуть кров.
Тривалість життя становить до 20 років.

## Розповсюдження
Поширена в басейні річки Амазонка — у Французькій Гвіані та Венесуелі.

## Використання
На тепер її штучно розводять в Університеті Каліфорнії в Берклі. В її слині містяться кілька антикоагулянтів — гементін, тридегін і гілантен, які уповільнюють процес зсідання крові та здатні розчиняти тромби. Це дозволяє використовувати властивості слини Haementeria ghilianii для лікування серцево-судинних захворювань.

## Відомі
«Бабусю Мозес» (Grandma Moses) спіймав доктор Р. Сойєр у 1970-х роках. Від неї було отримано потомство понад 750 особин за 3 роки, що дало початок лабораторної популяції. Надалі за результатами дослідження цих п'явок було опубліковано близько 46 наукових статей. Після її смерті була здана на зберігання в колекцію Кафедри зоології безхребетних Національного Музею природної історії, Смітсонівського інституту під номером USNM 59930.